# Robo de identidad
El robo de identidad o usurpación de identidad es la apropiación de la identidad de una persona: hacerse pasar por esa persona, asumir su identidad ante otras personas en público o en privado, en general para acceder a ciertos recursos o para la obtención de créditos y otros beneficios en nombre de esa persona.

Representación de un robo de identidad.

El robo de bolsos o carteras con documentos como el DNI, el carné de conducir, o las tarjetas de crédito, y/o el robo de datos confidenciales en los teléfonos móviles o en Internet (claves de acceso a los bancos u otros servicios especiales), permite suplantar la identidad de otra persona y son situaciones más o poco frecuentes que pueden llevar a consecuencias graves si no se sabe cómo actuar a tiempo en estos casos.
Por otro lado, el robo de identidad también es utilizado con el fin de perjudicar a otra persona, a efectos de en algún sentido conseguir calumniar o desacreditar su vida profesional o familiar, o a efectos de sembrar dudas sobre su salud o la mala atención que le dispensa a sus padres, etc.
El caso más común hoy en día se da cuando un atacante, por medios informáticos o personales, obtiene su información personal y la utiliza ilegítimamente.
El robo de identidad es el delito de más rápido crecimiento en el mundo. Hasta no hace mucho tiempo, cuando un ladrón robaba una billetera o un porta documentos, el dinero no era lo único que pretendía. Con el tiempo, los datos de los documentos de identidad como por ejemplo, la tarjeta de crédito, la tarjeta de débito, los cheques, o cualquier otro documento que contenga datos personales, han pasado a ser el objetivo de muchos timadores. El aumento de las identidades de los niños en las redes sociales también ha provocado un aumento de los incidentes de secuestro digital y robo de identidad. El secuestro digital involucra a personas que roban imágenes de niños en línea y las tergiversan como si fueran propias.
En el transcurso de pocas horas, esta información a veces se divulga al hacer transacciones en persona, por teléfono y en línea, al efectuar la compra de productos y de servicios. Si esta información confidencial es simplemente escuchada por un delincuente u obtenida or cualquier otro procedimiento, podría utilizarse para suplantar la identidad financiera de esa persona, y realizar muchas operaciones perjudiciales para el titular.
Nadie está a salvo de este delito ni puede tenerse la certeza de que nunca le ocurrirá. Lo importante es conocer los métodos existentes para reducir las probabilidades de que esto ocurra, y saber las medidas a tomar en caso de que sí ocurra.
Con el desarrollo de las nuevas tecnologías, el robo de identidad se ha convertido en la modalidad delictiva que más ha crecido en los últimos años. España, de hecho, se sitúa como el país de la Unión Europea en el que se producen más delitos de robo de identidad.

## Métodos utilizados
Existen varios métodos para obtener dats de la información personal:
- Correos falsos: esta técnica permite pasar a un atacante por una organización, banco o empresa verdaderas para obtener información que garantice acceso a algún recurso que usted utilice en esa organización, banco o empresa.

- Personal: cualquier persona maliciosa podría obtener información que escuchó o vio de parte suya que le garantice acceso a algún recurso valioso.

- Ataque organizado: cualquier atacante podría intentar superar la seguridad de un banco, empresa u organización para obtener información personal de los clientes para luego acceder a algún recurso de esa empresa.

- Ataque a servidores de almacenamiento de información en línea: el atacante puede tratar de obtener datos de un servidor de almacenamiento de datos en la nube; obteniendo contraseñas, DNI, cuentas bancarias, etc.

- LSSI: La legislación española[2] LSSI, artículo 10) obliga a cualquier autónomo que tenga una página web, o cualquier persona con página web que ponga adsense o recomendaciones de libros de Amazon, a poner su nombre y apellidos completo, su DNI y la dirección de su domicilio personal[3] frente a multas que superan los 30001 euros por infracción grave. Con esos datos, es razonablemente fácil el robo de identidad, y dar de baja la línea fija, el ADSL, o modificar aspectos del recibo de la luz o del agua al particular al que la ley le ha obligado a poner sus datos en Internet.

- Doxeo: Se utiliza el Doxeo o Doxxing para obtener los datos de un individuo, como su Nombre Completo, Dirección IP, Datos Personales, etc. Se puede hacer un "doxxing" para suplantar la identidad de alguien

## Ciudadanía Digital
La Ciudadanía Digital invita a construir dichos derechos y responsabilidades de los usuarios en un espacio de participación. El conjunto de normas de comportamiento apropiado y responsable con respecto al uso de la tecnología, derechos y deberes en la interacción con la sociedad. Un ciudadano digital tiene derecho a usar sus datos personales en lo que deseé y al mismo tiempo cuidar de ellos, ya que todo ciudadano digital tiene el derecho a la privacidad, si alguien invade su privacidad tiene derecho a proceder una demanda ya qué violar la privacidad de alguien más es un delito. Como ciudadano digital se debe llevar a cabo los siguientes valores éticos: respeto, honestidad, responsabilidad: autonomía, generosidad e igualdad de acceso.

## Usuario Responsable
1. Capaz para utilizar los dispositivos según sus características.
2. Un individuo que puede controlar y reconocer sus emociones al interactuar con las TIC.
3. Responsabilidad en las consecuencias del uso de las TIC.
4. Persona que cuida por el respeto a los usuarios y así mismo.

## Paz Digital
Todos los usuarios tenemos la libertad de expresar lo que deseemos pero debemos evitar que lastimen a terceras personas. "No hagas a otros lo que no quieras que te hagan", siempre hay que pensar en eso. Lo peor que tienen las estafas en la red es que se presentan como si fueran grandes oportunidades, nos endulzan y nos engatusan hasta que caemos, por eso mismo, cada vez que se haga una compra en línea debe hacerse en páginas seguras y verificadas por el navegador de nuestro dispositivo.
Para eso mismo, debemos llevar a cabo lo siguiente:
1. Navegar por sitios web permitidos, tal como se mencionó anteriormente. Evita páginas que no son de tu edad.
2. Activa el bloqueador de páginas emergentes.
3. No te dejes llevar por la publicidad engañosa.
4. Instala sólo programas de sitios de confianza.

## Formas de prevenirlo
Según lo mencionado anteriormente, para intentar prevenir este tipo de delito es necesario tener en cuenta las siguientes medidas:
- Blindaje de equipos. Consiste en instalar en el ordenador y teléfono inteligente un firewall y antivirus, actualizándolos constantemente. A su vez, evitar descargar programas y apps gratuitos de sitios no seguros.
- Contraseñas. Para que esta sea segura, debería contener como mínimo 8 caracteres e incluir cifras, letras y números de forma aleatoria. Asimismo, crear una contraseña diferente para cada cuenta.  Evita que tengan relación con tus datos personales, como fechas de nacimiento o teléfonos. Nunca las envíes por correo electrónico ni a terceras personas.
- Documentos. Consérvalos en lugares seguros. Destruye aquellos que contengan información personal, financiera o sensitiva, así como las tarjetas bancarias vencidas.
- Correos electrónicos. No abras mensajes de origen sospechoso, elimínalos de tu servidor.
- Conexión a sitios web. Actualmente podemos acceder a redes Wifi de acceso abierto en lugares como aeropuertos, cafés o bibliotecas; en estas redes públicas los datos e información circulan en abierto, por lo que corren un alto riesgo de ser interceptados por terceros. Es por esto que siempre se recomienda, en caso de usar este tipo de redes para navegar por Internet, usar el Protocolo seguro de transferencia “HTTPS” cuando se introduzca una dirección, así como activar la conexión segura cuando se envíen correos electrónicos. Ingresa directamente a los portales oficiales de las instituciones financieras, evitando hacerlo a través de ligas encontradas en correos o mensajes electrónicos
- Correspondencia a domicilio. No aceptes invitaciones de instituciones financieras, establecimientos o comercios que te exijan proporcionar datos personales para recibir beneficios o promociones, así como tarjetas de crédito o préstamos “pre-aprobados”.
- Estados de cuenta. Evita recibirlos por correo. Consúltalos en línea y verifícalos de manera constante.
- Compras por Internet. Siempre hay que asegurarse que el sitio que visitas sea seguro y confiable, observando la privacidad, las políticas de venta, la ubicación física, la denominación legal, así como la información del proveedor.
- Redes sociales. Mucho cuidado con lo que publicas en tus redes sociales. Trata de evitar datos personales, nombres, cuentas de correo... Mantén privacidad en los sitios públicos.
- Evitar los recolectores de datos en Internet. Antes de abonarse a un boletín de noticias o  registrarse en una página de servicios, echa un vistazo a las Condiciones de uso y Términos Generales, a las Declaraciones de Protección de Datos y al Aviso Legal de las páginas webs correspondientes para desechar sospechas.

## ¿Qué puede hacer una víctima que sufre un robo de identidad en Internet?
A pesar de la gran cantidad de medidas preventivas que se pueden llevar a cabo, es imposible garantizar la seguridad absoluta en Internet. Dicho esto, si eres víctima de un delito de robo de identidad hay que reaccionar lo más pronto posible, especialmente si el delito incluye transacciones financieras. Generalmente, se recomienda lo siguiente:
- Cambiar todas las contraseñas, incluidas las de cuentas no afectadas
- Comunicar el suceso a las personas correspondientes
- Bloquear las cuentas y accesos
- Avisar a amigos y conocidos de lo sucedido
- Revisar el ordenador, incluidos los antivirus y demás programas instalados
- Controlar de manera constante los movimientos bancarios
- Denúncialo a la propia red social. Si no se soluciona el problema se puede interponer una denuncia ante las Fuerzas y Cuerpos de Seguridad del Estado (FCSE).

## El manejo responsable de la información
Dentro del ciberespacio es importante implementar nuestros valores al igual que lo hacemos en nuestra vida cotidiana.
En la web debemos respetar los derechos de autor al citar las páginas o sitios de donde obtenemos la información, textos o imágenes; es importante saber citar las fuentes usadas para el trabajo, analizar lo leído, resumir y redactar la información investigada.
Debemos saber y respetar lo siguiente:
Ética virtual: El Internet abre la posibilidad de expresarnos libremente, es por ello que debemos ser cautelosos con lo que publicamos y evitar el mal uso de nuestra libertad de expresión.
Uso responsable de redes sociales: Actualmente es muy sencillo publicar material en la web, es por ello que es necesario saber qué se puede hacer y qué no se puede hacer dentro del mundo web.
Saber discernir la información: La web es un servicio público y por ellos como ciudadanos digitales es indispensable identificar sitios confiables.